# Choujuu Sentai Liveman
Choujuu Sentai Liveman (超獣戦隊ライブマン, Chōjū Sentai Raibuman, vertaald als Super Beast Squadron Liveman) is de twaalfde serie in de Super Sentai serie. Net als de andere Sentai series is Liveman geproduceerd door Toei. De serie werd uitgezonden van 1988 tot 1989 en bestond uit 49 afleveringen.

## Verhaal
De serie speelt zich af op Academia Island. Hier bevond zich ooit Academia, een school voor wetenschappers. Op een dag besloten de drie beste studenten, Tsukigata, Senda, en Omura dat hun talenten verspilt werden op Academia. Ze vertrokken en sloten zich aan bij de kwaadaardige organisatie Volt. Op de nacht van hun vertrek zagen hun klasgenoten Yuusuke Amamiya, Jou Oohara, Megumi Misaki, Takuji Yano, en Mari Aikawa hen vertrekken. Tsukigata trok echter een pistool en doodde Takuji en Mari.
Net voor hun dood werkten de twee nog samen met Yuusuke, Jou, en Megumi aan speciale kostuums voor ruimteonderzoek. Ze hadden al flinke vooruitgang geboekt. Een van de professoren op de school, Professor Hoshi, hielp hen het ontwerp te voltooien. Hij was echter bang dat Volt op een dag zou toeslaan, en trof zijn voorbereidingen voor die dag.
Twee jaar later lanceert Academia een shuttle voor ruimteonderzoek. Een mysterieus schip verschijnt echter en vernietigt de shuttle. Yuusuke, Jou en Megumi zijn drie van de weinige overlevenden. Ze ontdekken dat Tsukigata, Senda, en Omura verantwoordelijk waren voor de aanval. Wat professor Hoshi vreesde gebeurt: Volt begint met zijn aanval. Om hen te stoppen gebruiken de drie de speciale kostuums die ze samen met Mari en Takuji hadden ontworpen om de Liveman' te worden.
Later in de serie wordt hun team versterkt door Tetsuya en Junichi, de jongere broers van Takuji en Mari.

## Personages

### Originele Liveman
- *Yuusuke Amamiya (天宮勇介, Amamiya Yūsuke) / Red Falcon (レッドファルコン, Reddo Farukon): een slechte student op Academia, maar een sterke leider die ook onder druk snel kan nadenken. Hij houdt van rockmuziek. Ontwikkelt zich in de loop van de serie van een heethoofdig en sarcastisch persoon tot sterke leider.
- Jou Oohara (大原丈, Ōhara Jō) / Yellow Lion (イエローライオン, Ierō Raion): een sportman en skateboarder. Jou is een sterke vechter, zeker als hij kwaad wordt. Hij heet een kort lontje en duikt altijd direct het gevaar in.
- Megumi Misaki (岬めぐみ, Misaki Megumi) / Blue Dolphin (ブルードルフィン, Burū Dorufin): een top studente op de Academia die door nog onbekende reden betrokken raakte bij Yusuke en Jou (beide niet bepaald topstudenten). Ze deed samen met hen en de vermoorde Takuji en Mari onderzoek naar de speciale gevechtspakken van de Liveman. Ze leerde boogschieten van haar vader.

### Extra Liveman
- Tetsuya Yano (矢野鉄也, Yano Tetsuya) / Black Bison (ブラックバイソン, Burakku Baison): de jongere broer van Takuji. Tetsuya is goed in boksen.
- Jun'ichi Aikawa (相川純一, Aikawa Jun'ichi) / Green Sai (グリーンサイ, Gurīn Sai): Jongere broer van Mari en een rugby speler.

### Bondgenoten
- Doctor Hoshi (星博士, Hoshi-hakase): de hoofdmeester van Academia. Hij gaf de Liveman Mecha de mogelijkheid te combineren vlak voor hij stierf.
- Colon (コロン, Koron): een robot gebouwd door Dr. Hoshi om het team te helpen.
- Takuji Yano (矢野卓二, Yano Takuji): een Academia student en oudere broer van Tetsuya en Takeshi.
- Mari Aikawa (相川麻理, Aikawa Mari): Academia student en oudere zus van Jun'ichi.
- Gou Omura (尾村豪, Omura Gō): een voormalige medewerker van Volt.

## Armed Brain Army Volt
Armed Brain Army Volt (武装頭脳軍ボルト, Busō Zunō Gun Boruto) is een organisatie die de meeste mensen als inferieur beschouwd en een nieuwe wereldorde wil creëren waarin alleen de superinteligenten overblijven. Leven heeft voor hen geen waarde. Hun hoofdkwartier is het ruimtestation Brain Base (ヅノーベース, Dzunōbēsu).
- Great Professor Bias (大教授ビアス, Daikyōju Biasu): de leider van Volt. Hij is een kwaadaardig genie en gelooft alleen in zijn eigen kunnen. Hij is al zeer oud en wil dat zijn studenten/ondergeschikten een IQ van 1000 bereiken. Als dat gebeurt steelt hij hun hersenen en gebruikt hun hersenpatronen om jong en slim te blijven. Hij sterft wanneer hij oud en verzwakt achterblijft in de exploderende Brain Base.
- Doctor Kempu (ドクター・ケンプ, Dokutā Kenpu) (1-48): voormalig Academia student Kenji Tsukigata (月形剣史, Tsukigata Kenji) en Yusukes rivaal op de Academia. Hij bereikte het IQ van 1000, maar zijn hersenen werden vervolgens gestolen door Professor Bias. Kempu’s sterke wil verzette zich echter, waardoor Bias niet jonger maar ouder werd.
- Doctor Mazenda (ドクター・マゼンダ, Dokutā Mazenda): voormalig de Academia student Rui Senda (仙田ルイ, Senda Rui). Ze was Megumi's rivaal op Academia. Ze heeft zichzelf omgebouwd tot cyborg om elke vorm van emotie weg te nemen en voor altijd haar schoonheid te behouden. Gou weet uiteindelijk tot haar door te dringen zodat ze begint te twijfelen aan Volt en Bias’ ware intenties. Ze sterft kort nadat ze haar oude menselijkheid terug begint te krijgen.
- Doctor Obular (ドクター・オブラー, Dokutā Oburā) (1-21) : voormalige Academia student Gou Omura (尾村豪, Omura Gō). Hij was Jous rivaal op Academia, hoewel de twee als vrienden begonnen. Hij was op jonge leeftijd al een genie. Lijdt aan een zwaar minderwaardigheidscomplex. Hij wordt van Volt weggestuurd nadat zijn krachten verzwakken. Uiteindelijk verandert hij weer in een mens en verliest zijn geheugen, waarna hij naar huis terugkeert. Later in de serie, als zijn geheugen weer terugkeert, vertelt hij de Liveman over Bias’ geheim.
- Doctor Ashura (ドクター・アシュラ, Dokutā Ashura) (12-46) en de Shurer Three (シュラー三人衆, Shurā Sanjinshu) (14-46): Voorheen Arashi Busujima (毒島嵐, Busujima Arashi). Een bikkelharde onderwereldfiguur en bendeleider, die na educatie door Bias een supergenie werd. Hij is fysiek de sterkste van de Volt. Nadat hij Bias’ geheim ontdekte, nam deze hem zijn intelligentie af en maakte hem weer gewoon de mens Arashi. Hierna sloot hij vrede met de Liveman. Hij stierf in een kamikaze aanval op een voltmonster dat de Liveman niet konden verslaan.
- Guardnoid Gash (ガードノイド・ガッシュ, Gādonoido Gasshu): Bias' robot bodyguard.
- Guildos of Planet Guild (ギルド星人ギルドス, Girudo Seijin Girudosu) (19-43): Een robot in het geheim gebouwd door Bias om Kempu en de anderen in de gaten te houden.
- Butchy of Planet Chibuchi (チブチ星人ブッチー, Chibuchi Seijin Butchī) (22-44): een andere robot gebouwd door Bias met hetzelfde doel als Guilods.
- Jimmers (ジンマー, Jinmā): de androïde soldaten van Volt.
- Brain Beasts (頭脳獣, Zunōjū): monsters geboren uit een mix genaamd “Chaos”: de restanten van leven en hersenkernen.

## Mecha
- Machine Buffalo (マシンバッファロー, Mashinbaffaroo): een vliegend fort dat de mecha van de Live Robo transporteert.
- Live Robo (ライブロボ, Raibu Robo): Livemans originele robot, en de eerste enorme robot die uit mechanische dieren bestond. In sommige afleveringen was de robot al gevormd toen de Liveman hem opriepen. Zijn wapen is het Super Beast zwaard (超獣剣, Chōjūken) dat gebruikt wordt voor de Super Live Crash (スーパーライブクラッシュ, Sūpā Raibu Kurasshu) en Strong Crashdown (ストロングクラッシュダウン, Sutorongu Kurasshudaun) aanvallen. Andere wapens zijn het Live Schild (ライブシールド, Raibu Shīrudo), Double Cannons (ダブルカノン, Daburu Kanon), en Live Robo Beam (ライブロボビーム, Raibu Robo Bīmu).
  - Jet Falcon (ジェットファルコン, Jetto Farukon): Red Falcons jet. **Land Lion (ランドライオン, Rando Raion): Yellow Lions mecha-leeuw. **Aqua Dolphin (アクアドルフィン, Akua Dorufin): Blue Dolphins duikboot in de vorm van een dolfijn.
  - Live Boxer (ライブボクサー, Raibu Bokusā): Livemans tweede robot. De naam Boxer slaat op het feit dat de robot vooral slag en trap aanvallen gebruikt. Speciale aanval is de Piston Punch (ピストンパンチ, Pisuton Panchi), en zijn sterkste aanval de Miracle Big Blow (ミラクルビッグブロー, Mirakuru Biggu Burō).
  - Bison Liner (バイソンライナー, Baison Rainā): Een trailer bestuurd door Black Bison.
  - Sai Fire (サイファイヤー, Sai Faiyā, Rhino Fire): een truck bestuurd door Green Sai.
- Super Live Robo (スーパーライブロボ, Sūpā Raibu Robo): de combinatei van de Live Robo en de Live Boxer. Dit was de eerste Sentai Robot die uit twee andere robots bestond. Zijna aanval is de s Super Big Burst (スーパービッグバースト, Sūpā Biggu Bāsuto).

## Afleveringen
1. Friends! Why Did You Do This!? (友よ君達はなぜ!? Tomo yo Kimitachi wa Naze!?)
2. Three Powers Sworn to Life (命に誓う三つの力 Inochi ni Chikau Mittsu no Chikara)
3. Obular Demonic Transformation (オブラー悪魔変身 Oburā Akuma Henshin)
4. Expose! The Dummy Man (暴け! ダミーマン Abake! Damī Man)
5. The Reckless Driving Engine Monster (暴走エンジン怪獣 Bōsō Enjin Kaijū)
6. Attack! The Dinosaur That Lived (襲来! 生きた恐竜 Shūrai! Ikita Kyōryū)
7. Dinosaur VS Live Robo (恐竜VSライブロボ Kyōryū tai Raibu Robo)
8. The Duel of Love and Anger! (愛と怒りの決闘! Ai to Ikari no Kettō!)
9. Rose! Smell Feverish (バラよ熱く香れ! Bara yo Atsuku Kaore!)
10. The Skateboard to Escape the Maze (スケボー迷路破り Sukebō Meiro Yaburi)
11. The Man Who Bit a Brain Beast (頭脳獣を噛んだ男 Zunōjū o Kanda Otoko)
12. Super-Genius Ashura! (超天才アシュラ! Chō Tensai Ashura!)
13. Burn! Steel Koron (燃えよ鋼鉄コロン Moe yo Kōtetsu Koron)
14. Nabe-Man Yuusuke's Shouts (ナベ男勇介の叫び Nabe Otoko Yūsuke no Sakebu)
15. Deadly! Grim Reaper Gash (必殺! 死神ガッシュ Hissatsu! Shinigami Gasshu)
16. Love Letter (キョンシーの手紙 Kyonshī no Tegami)
17. The Crying Doll! The Attacking Doll! (泣く人形! 襲う人形! Naku Ningyō! Osō Ningyō!)
18. A Trap! Jou's Beloved Brain Beast (罠! 丈の愛した頭脳獣 Wana! Jō no Ai Shita Zunōjū)
19. Drudge Boy Obular (ガリ勉坊やオブラー Gariben Bōya Oburā)
20. Failing Obular's Counterattack! (落第オブラーの逆襲! Rakudai Oburā no Gyakushū)
21. Listen, Gou!! Mother's Voice… (豪よ聞け! 母の声を… Gō yo Kike! Haha no Koe o...)
22. Enter the Space Karaoke Master (宇宙カラオケ名人登場 Uchū Karaoke Meijin Tōjō)
23. The 1-Second Comma That Risked Life (コンマ1秒に賭けた命 Konma Ichibyō ni Kaketa Inochi)
24. 100 Points Taken Off for Playing!? (遊んで百点が取れる!? Asonde Hyakuten ga Toreru!?)
25. The 8 Brain Beasts of Tsuruga Castle! (鶴ケ城の8大頭脳獣! Tsugurajō no Hachidai Zunōjū!)
26. Aizu's Huge Rhinocerous Beetles (会津の巨大カブト虫! Aizu no Kyodai Kabutomushi!)
27. Daughter!! Launching the Giga Project (娘よ! ギガ計画を射て Musume yo! Giga Keikaku o Ite)
28. The Challenge of the Huge Gigabolt (巨大ギガボルトの挑戦 Kyodai Gigaboruto no Chōsen)
29. The Vengeful Live Boxer (復讐のライブボクサー Fukushū no Raibu Bokusā)
30. Five Warriors, Here and Now (今ここに5人の戦士が Ima Koko ni Gonin no Senshi ga)
31. Mama! The Parasitic Monster's Cries (ママ! 寄生怪物の叫び Mama! Kisei Kaibutsu no Sakebi)
32. Kemp, The Riddle of Blood and Roses (ケンプ、血とバラの謎 Kenpu, Chi to Bara no Nazo)
33. Do Your Best, Tetsu-chan Robo (がんばれ鉄ちゃんロボ Ganbare Tetsu-chan Robo)
34. Love That Runs through the Future and Present! (未来と今を駆ける恋! Mirai to Ima o Kakeru Koi!)
35. Yuusuke and Kemp's Promise!! (勇介とケンプの約束!! Yūsuke to Kenpu no Yakusoku!!)
36. Crash! The Tackle of Friendship (激突! 友情のタックル Gekitotsu! Yūjō no Takkuru)
37. 16-Year-Old Kemp Fear Beast Transformation! (16才ケンプ恐獣変身! Jūrokusai Kenpu Kyōjū Henshin!)
38. Mobile Weapon of Destruction Mazenda (動く破壊兵器マゼンダ Ugoku Hakai Heiki Mazenda)
39. Protect it! The Grain of Life from Space (守れ! 宇宙の一粒の命 Mamore! Uchū no Hitotsubu no Inochi)
40. Love!? Megumi and the Jewel Thief (恋!? めぐみと宝石泥棒 Koi!? Megumi to Hōseki Dorobō)
41. The Invisible Man, Gou's Confession!! (透明人間、豪の告白!! Tōmei Ningen, Gō no Kokuhaku!!)
42. Bias' Challenge From Space (ビアス宇宙からの挑戦 Biasu Uchū Kara no Chōsen)
43. A Mystery!? Gildos' Final Form (怪!? ギルドス最後の姿 Kai!? Girudosu Saigo no Sugata)
44. Butchy's Great Reckless Driving of Tears!! (ブッチー涙の大暴走!! Butchī Namida no Dai Bōsō!!)
45. Ashura Reversal One Chance Game (アシュラ逆転一発勝負 Ashura Gyakuten Ippotsujōbu)
46. Honorable Man, Arashi! The Final Battle (オトコ嵐! 最後の戦い Otoko Arashi! Saigo no Tatakai)
47. A 1000-Point Brain! Mazenda!! (千点頭脳! マゼンダ!! Senten Zunō! Mazenda!!)
48. Birth!! Boy King Bias! (誕生!! 少年王ビアス! Tanjō!! Shōnen Ō Biasu!)
49. The Fall of Great Professor Bias (大教授ビアスの崩壊 Dai Kyōju Biasu no Hōkai)

## Trivia
- Liveman is de eerste Sentai-serie met in eerste instantie en team van slechts drie leden dat later werd uitgebreid naar vijf.
- De Mecha van de eerste drie Liveman zijn de eerste drie op dieren gebaseerde Mecha die er ook uitzien als de dieren waarop ze gebaseerd zijn.
- Liveman is ook de eerste Sentai serie waarin twee losse robots combineren tot een sterkere.
- Liveman is een van de weinige Sentai series waarin zowel een groen als zwart teamlid voorkomt. Meestal wisselen deze twee kleuren elkaar om het seizoen af.
- De Franse actrice/zangeres Dorothée had een cameo in de serie als een wetenschapper. Rond de tijd dat de serie werd uitgezonden waren verschillende Sentais series een grote hit in Frankrijk, vooral Choudenshi Bioman en later Hikari Sentai Maskman (die in Frankrijk werd uitgezonden als "Bioman 2: Maskman").
- Liveman werd in Frankrijk uitgezonden onder de naam "Bioman 3: Liveman"